# エクイティプレミアムパズル
エクイティプレミアムパズル（英: equity premium puzzle）とは、実際に観測される株式のリスクプレミアムが経済学で標準的に用いられているモデルでは説明できないほど大きいという問題である。Rajnish Mehraとエドワード・プレスコットにより1985年に発表された。エクイティプレミアムパズルは、2015年現在、いまだに統一的な説明が得られていないマクロ経済学と金融経済学における重要な未解決問題の一つである。

## 概要
株式のリスクプレミアムとは株式の期待収益率から無リスク金利（国債等の無リスク資産の金利）を引いたものである。1889年から1978年にかけての米国株式のリスクプレミアムの平均は6.18%であるが、この値を経済学で標準的な時間について加法分離的な相対的リスク回避度一定(CRRA)型効用関数を用いたモデルで説明しようとすると、著しく高い相対的リスク回避度を想定せねばならず、矛盾が生じる。この矛盾を指してエクイティプレミアムパズルと呼ぶ。
エクイティプレミアムパズルは米国のみならず、世界各国で見られる現象であることが知られている。また、エクイティプレミアムパズルを起こすような効用関数は
- ラムゼー–キャス–クープマンスモデル（英語版）などの初等的な経済成長モデル
- マートンのポートフォリオ問題[5]
- ルーカス型資産価格モデル（消費CAPM）[6]
- リアルビジネスサイクル理論[7]
- コックス・インガーソル・ロス・モデル[8]
- ゲーリー・ベッカーとロバート・バローの出生行動モデル[9]
- ニューケインジアン型モデル（動学的確率的一般均衡モデル（英語版）、英: dynamic stochastic general equilibrium model）

など多数の経済学におけるモデルで採用されていることから非常に重要な問題である。

## 数式による説明
ここではMehra and Prescott & (2003)における説明を述べる。Mehra and Prescott & (2003)ではルーカス型資産価格モデルを用いた説明がなされている。完全市場の下で、消費者は単一の代表的個人で表され、消費者の効用関数は時間について加法分離的であり、さらにその効用関数は相対的リスク回避度が一定であるCRRA型効用関数であるとする。また市場では単一の株式とゼロ・クーポン債券のみが取引されているとする。この時、消費者は次の期待効用最大化問題を解く。
{\displaystyle \max _{c}E_{0}\left[\sum _{t=0}^{\infty }\beta ^{t}u(c_{t})\right]}
{\displaystyle {\mbox{subject to }}c_{t}+p_{e,t}q_{e,t}+p_{b,t}q_{b,t}\leq (p_{e,t}+d_{e,t})q_{e,t-1}+p_{b,t}q_{b,t-1}}
ただし、{\displaystyle c_{t}} は時点 {\displaystyle t} における消費額であり、{\displaystyle q_{e,t},q_{b,t}} は時点 {\displaystyle t} における株式と国債の保有量、{\displaystyle p_{e,t},p_{b,t}} は時点 {\displaystyle t} における株式と国債の価格、{\displaystyle d_{e,t}} は時点 {\displaystyle t} における株式の配当である。{\displaystyle 0<\beta <1} は効用の主観的割引率で、{\displaystyle E_{0}} は期待値のオペレーターである。効用関数が時間について加法分離的とは、期待効用関数が各 {\displaystyle t} 時点での効用 {\displaystyle \beta ^{t}u(c_{t})} の総和で表されていることを意味する。CRRA型効用関数を仮定しているので、{\displaystyle u} の関数形は
{\displaystyle u(c)={\begin{cases}{\frac {c^{1-\gamma }}{1-\gamma }}&\gamma \neq 1\\\log(c)&\gamma =1\end{cases}}}
となる。ここで {\displaystyle \gamma >0} は相対的リスク回避度である。
この時、均衡において次の方程式が成立する。
- {\displaystyle p_{e,t}=E_{t}\left[\beta {\frac {u^{\prime }(c_{t+1})}{u^{\prime }(c_{t})}}{\Big (}p_{e,t+1}+d_{e,t+1}{\Big )}\right]}
- {\displaystyle p_{b,t}=E_{t}\left[\beta {\frac {u^{\prime }(c_{t+1})}{u^{\prime }(c_{t})}}p_{b,t+1}\right]}

ただし、{\displaystyle u^{\prime }} は {\displaystyle u} の一階微分であり、{\displaystyle E_{t}} は時点 {\displaystyle t} までの情報による条件付き期待値のオペレーターである。さらに株式と債券のグロスリターンをそれぞれ
- {\displaystyle R_{e,t+1}={\frac {p_{e,t+1}+d_{e,t+1}}{p_{e,t}}}}
- {\displaystyle R_{f,t+1}={\frac {p_{b,t+1}}{p_{b,t}}}}

とし、消費の対数成長率を {\displaystyle x_{t+1}=\log(c_{t+1})-\log(c_{t})} とすれば、{\displaystyle x_{t+1}} が正規分布に従うという仮定の下で次の2式が成立する。
{\displaystyle \log R_{f,t+1}=-\log \beta +\gamma E[x_{t+1}]-{\frac {1}{2}}\gamma ^{2}\mathrm {Var} (x_{t+1})}
{\displaystyle \log E[R_{e,t+1}]-\log R_{f,t+1}=\gamma \mathrm {Var} (x_{t+1})}
{\displaystyle E[x_{t+1}],\mathrm {Var} (x_{t+1})} はそれぞれ消費の対数成長率の平均と分散なのでデータから計算可能である。消費者の選好にかかわるパラメータ {\displaystyle \beta ,\gamma } については、他の経済学の分野における研究により妥当な値とされる {\displaystyle \gamma =10,\beta =0.99} とする。これらの選好パラメータの数値と1889年から1978年にかけての米国における消費成長率から理論的な株式のリスクプレミアム {\displaystyle E[R_{e,t+1}]-R_{f,t+1}} を計算すると1.4%となる。これは先に述べた実際の株式のリスクプレミアム6.18%と比べると著しく小さい。もし他の値はそのままで、理論的な株式のリスクプレミアムが6.18%になるように相対的リスク回避度 {\displaystyle \gamma } を変更するとその値は50を超えるが、50以上の相対的リスク回避度というのは他の経済学における知見からすると全く整合的ではない。

## 高すぎる相対的リスク回避度
先に述べたとおり、相対的リスク回避度が50以上となるのは他の経済学の知見とはまったく整合的ではない。以下で簡単な具体例を挙げる。

### 初等的な例
Cuthbertson and Nitzsche & (2004)のpp.328-330における例を以下で記述する。CRRA型効用関数を持つ消費者の意思決定を考えてみよう。この消費者の来年の年間所得には不確実性が存在して、確率50%で400万円か600万円であるとする。ここで、z 万円の保険料を支払うことで来年の年間所得を500万円に確定できるものとする。この時、この消費者はいくらまでの保険料を支払うだろうか。
この問題は保険に加入した場合の効用としなかった場合の効用が一致するような保険料以下であれば、この消費者は保険に加入する。数式で表せば、以下を満たすような保険料 z 万円以下ならば、消費者は保険に加入する。
{\displaystyle {\frac {(500-z)^{1-\gamma }}{1-\gamma }}={\frac {1}{2}}{\frac {(400)^{1-\gamma }}{1-\gamma }}+{\frac {1}{2}}{\frac {(600)^{1-\gamma }}{1-\gamma }}}
この数式の左辺が保険に加入した場合の期待効用で、右辺が加入しなかった場合の期待効用である。また {\displaystyle \gamma } が相対的リスク回避度である。相対的リスク回避度を50としてこれを解くと、{\displaystyle z=94.3} となる。つまり、この消費者は保険料が94万3千円以下ならば保険に加入する。よってこの消費者は確率50%で所得が400万円か600万円になるというリスクを回避する為に、500-94.3 = 405万7千円の確実な所得を選ぶのである。この例から分かるように、相対的リスク回避度が50となるようなリスクに対する選好は通常考えられるようなリスク選好から逸脱している。

### 経済成長理論の例
ラムゼー–キャス–クープマンスモデルなどの初等的な経済成長理論において、定常均衡における実質利子率 {\displaystyle r} は
{\displaystyle r=\rho +\gamma g}
となる。ここで {\displaystyle \rho } は効用割引率で、{\displaystyle g} は経済成長率、{\displaystyle \gamma } は相対的リスク回避度である。{\displaystyle \rho } は非負であるので、{\displaystyle \gamma } が50ならば、著しく小さい経済成長率を仮定せねばならず実際のデータから考えても不適当である。

## リスクフリーレートパズル
Philippe Weilは安全資産の金利についてもパズルが存在する事を指摘した。Weil の指摘したパズルは実際に観測される安全資産の金利が理論的に妥当な安全資産の金利と比べて低すぎるというものである。この安全資産の金利についてのパズルを指してリスクフリーレートパズル（英: risk-free rate puzzle）と呼ぶ。
数式による説明において、安全資産の金利は
{\displaystyle \log R_{f,t+1}=-\log \beta +\gamma E[x_{t+1}]-{\frac {1}{2}}\gamma ^{2}\mathrm {Var} (x_{t+1})}
で決定する事は述べた。ここで消費の対数成長率の分散 {\displaystyle \mathrm {Var} (x_{t+1})} は非常に小さいことが観測されているので、右辺第三項を無視できるものとする。すると第二項 {\displaystyle \gamma E[x_{t+1}]} は、相対的リスク回避度を妥当な値として取ったとしても、ある程度大きい正の値であることが観測されているので、実際に観測される低い安全資産の金利を説明するためには第一項 {\displaystyle -\log \beta } が極めて0に近いかないしは負の値を取らなくてはならない。そのためには効用の主観的割引率 {\displaystyle \beta } が著しく1に近いかもしくは1以上とならなくてはならないため、通常仮定されるような主観的割引率の値から逸脱してしまう。
仮にエクイティプレミアムパズルを説明するような50以上の相対的リスク回避度を想定して、第三項による安全資産の金利を押し下げる効果が大きくなったとする。すると今度は効用の主観的割引率が0.55程度となり、これもまた通常想定される主観的割引率の大きさから逸脱している。

## ハンセン–ジャガナサン境界
ラース・ハンセンとラビ・ジャガナサンは資産価格モデルの妥当性を判定するための一つの基準を提案した。これをハンセン–ジャガナサン境界（英: Hansen–Jagannathan bound）と言う。ハンセン–ジャガナサン境界を使えば、異なる形でエクイティプレミアムパズルを表現することが出来る。
数式による説明において、株式とゼロ・クーポン債の価格は
- {\displaystyle p_{e,t}=E_{t}\left[\beta {\frac {u^{\prime }(c_{t+1})}{u^{\prime }(c_{t})}}{\Big (}p_{e,t+1}+d_{e,t+1}{\Big )}\right]}
- {\displaystyle p_{b,t}=E_{t}\left[\beta {\frac {u^{\prime }(c_{t+1})}{u^{\prime }(c_{t})}}p_{b,t+1}\right]}

で決定する事は述べた。ここで確率的割引ファクター（英: stochastic discount factor）{\displaystyle m_{t+1}=\beta {\frac {u^{\prime }(c_{t+1})}{u^{\prime }(c_{t})}}} を定義し、上の2式をグロスリターンで表示すると
- {\displaystyle 1=E_{t}\left[m_{t+1}R_{e,t+1}\right]}
- {\displaystyle 1=E_{t}\left[m_{t+1}\right]R_{f,t+1}}

となる。第1式を変形すると
{\displaystyle 1=E_{t}\left[m_{t+1}R_{e,t+1}\right]=E_{t}\left[m_{t+1}\right]E_{t}\left[R_{e,t+1}\right]+\mathrm {Cov} _{t}(m_{t+1},R_{e,t+1})}
{\displaystyle =E_{t}\left[m_{t+1}\right]E_{t}\left[R_{e,t+1}\right]+{\sqrt {\mathrm {Var} _{t}(m_{t+1})}}{\sqrt {\mathrm {Var} _{t}(R_{e,t+1})}}\mathrm {Corr} _{t}(m_{t+1},R_{e,t+1})}
となる。ここで {\displaystyle \mathrm {Corr} _{t}(m_{t+1},R_{e,t+1})} は {\displaystyle m_{t+1}} と {\displaystyle R_{e,t+1}} の相関係数である。すると相関係数が-1以上1以下であることに注意すれば
{\displaystyle {\Big |}{\frac {E_{t}\left[R_{e,t+1}\right]-R_{f,t+1}}{\sqrt {\mathrm {Var} _{t}(R_{e,t+1})}}}{\Big |}=|\mathrm {Corr} _{t}(m_{t+1},R_{e,t+1})|{\frac {\sqrt {\mathrm {Var} _{t}(m_{t+1})}}{E_{t}\left[m_{t+1}\right]}}\leq {\frac {\sqrt {\mathrm {Var} _{t}(m_{t+1})}}{E_{t}\left[m_{t+1}\right]}}}
となる。この不等式をハンセン–ジャガナサン境界と呼ぶ。
最左辺は株式のシャープ・レシオの絶対値なので実際のデータから計算可能である。最右辺はCRRA型効用関数を仮定すれば
{\displaystyle m_{t+1}=\beta \left({\frac {c_{t+1}}{c_{t}}}\right)^{-\gamma }}
なので効用の主観的割引率 {\displaystyle \beta } と相対的リスク回避度 {\displaystyle \gamma } が分かれば、消費のデータから最右辺も計算可能である。しかしながら、妥当な主観的割引率と相対的リスク回避度を仮定した場合、米国の株式インデックスのシャープ・レシオが0.37であるのに比べ、{\displaystyle E_{t}[m_{t+1}]=0.96,{\sqrt {\mathrm {Var} _{t}(m_{t+1})}}=0.002} となるため、上述の不等式は明らかに満たされないことが分かる。この不等式が成立するためには確率的割引ファクターの分散が非常に大きくなければならない。
ハンセン–ジャガナサン境界はこの例における時間について加法分離的なCRRA型効用関数に限らず一般的な資産価格モデルのほぼすべてに適用可能である。

## 提案された解決策
エクイティプレミアムパズルを解決するためにいくつかの代替案や説明がなされている。ここではそれらの代替案について述べる。

### リスクベースの説明
リスクベースの説明は効用関数や市場の完備性、意思決定の方法などの消費者の選好や期待に関連した部分を変更することでエクイティプレミアムパズルを説明しようとしている。

#### 習慣形成モデル
習慣形成（英: habit formation）モデルとは、各期の効用がその期の消費以外の変数にも依存するようなモデルである。George Constantinidesにより、前期の消費が当期の効用に依存するような消費習慣が形成されるモデルが導入されて以降、多数の習慣形成モデルが提案されている。しかしながら、習慣形成モデルはリスクフリーレートパズルを説明する事には成功したものの、エクイティプレミアムパズルを説明するにはリスク回避度が大きくなりすぎることが指摘されている。

#### エプスタイン–ジン型選好
エプスタイン–ジン型選好（英: Epstein–Zin preference）とは、Larry EpsteinとStanley E. Zinにより1989年に提案された、非期待効用型の効用関数を持つ選好である。同時期にPhilippe Weilもまた同種の効用関数を提案している。
エプスタイン–ジン型選好はデイヴィッド・クレプスとEvan L. Porteusによって導入された再帰的効用関数の一種で、異時点間の代替の弾力性（英: elasticity of intertemporal substitution, EIS）と相対的リスク回避度を異なるパラメーターで決定することが可能となり、時間について加法分離的なCRRA型効用関数より幅広い選好を表現することが出来る。エプスタイン–ジン型選好を用いたエクイティプレミアムパズルの説明としてRavi BansalとAmir Yaronによる長期リスクモデルがある。BansalとYaronは消費変動について長期的な成長率の平均の変動と分散の変動が影響をもたらすモデルを構築した。BansalとYaronのモデルにおいては妥当なパラメーター設定として相対的リスク回避度を10、異時点間の代替の弾力性を1.5とすることで、エクイティプレミアムパズルを説明することに成功している。しかし、異時点間の代替の弾力性を1以上とすることが妥当か否かについては論争がある。
エプスタイン–ジン型選好はBansalとYaronのモデルに限らず応用が可能なため幅広く用いられている。

#### 曖昧さ回避
曖昧さ回避（英: ambiguity aversion）とは確率が未知であるような事象を回避しようとする選好である。Zengjing ChenとLarry Epsteinにより、曖昧さ回避的なマクシミン期待効用関数がエクイティプレミアムパズルの解決策となり得ることが示唆されている。ChanとEpsteinのモデルによれば、リスクプレミアムは通常のリスク回避的な選好からなる部分と曖昧さ回避的な選好からなる部分に分離され、後者の影響が十分大きければ、前者の影響が小さくなるような小さいリスク回避度でも大きな株式のリスクプレミアムが説明可能であることが示されている。

#### レア・ディザスターモデル
レア・ディザスターモデル（英: rare disaster model）とは、稀ではあるが大きな負の経済的影響をもたらす事象（自然災害や戦争など）を導入したモデルである。Thomas Rietzにより1988年にエクイティプレミアムパズルの説明としてレア・ディザスターが導入されたが、当時はその妥当性に疑念が持たれた。しかし、ロバート・バローが2006年にレア・ディザスターモデルの妥当性を提示したことで注目を浴びるようになっている。Xavier Gabaixはバローのレア・ディザスターモデルに改良を施したモデルを提示し、マクロ経済学や金融経済学における多くの問題がレア・ディザスターモデルによって説明できると主張している。

#### 非完備市場
数式による説明におけるルーカス型資産価格モデルは完備市場であることを暗に仮定している。例えば代表的個人の仮定も完備市場や実質的に完備な市場においては正当化できるが、そうではないようなモデルでは正当化できない。そこで金融投資でヘッジできないリスクが存在する非完備市場を想定することでエクイティプレミアムパズルを説明しようとする試みがなされている。
具体的には各消費者にはそれぞれ異なる労働所得などの不確実性が存在し、その不確実性は金融取引でヘッジできない場合を想定している。家計ごとの消費額は数式による説明における効用最大化問題の解として解釈できるので、総消費額ではなく各家計ごとの消費額を用いて資産価格モデルが成立しているかどうかを確認できる。実際に各家計ごとの消費額で資産価格モデルが成立するかどうかを検証すると、比較的妥当な相対的リスク回避度で株式のリスクプレミアムをよく説明できることが確認されている。

#### 行動経済学
エクイティプレミアムパズルについては新古典派経済学的なパラダイムから逸脱した行動経済学的な説明も行われている。例としてShlomo Benartziとリチャード・セイラーによる近視眼的損失回避（英: myopic loss aversion）効果についての研究がある。BenartziとThalerはダニエル・カーネマンとエイモス・トベルスキーによって提唱されたプロスペクト理論と、心の会計（メンタル・アカウンティング）理論と呼ばれる心理学的バイアスを用いて、ポートフォリオ評価が頻繁であるほど損失を忌避する傾向がある個人を想定した上で株式のリスクプレミアムを説明することに成功している。

### 制度的な説明
制度的な説明は完全市場の仮定を緩めることでエクイティプレミアムパズルを説明しようとしている。

#### 借り入れ制約
George M. Constantinides, John B. Donaldson, Rajnish Mehraは市場の非完備性と借り入れ制約を組み合わせることでエクイティプレミアムパズルの説明を行っている。彼らは若年世代、勤労世代、リタイア世代の3世代からなる世代重複モデルに借り入れ制約を導入したモデルを構築した。彼らは若年世代が借り入れ制約のために金融市場に参加できないことで市場が非完備な状態になることにより、妥当な相対的リスク回避度の下でも安全資産の金利が下がり株式のリスクプレミアムが大きくなるという結果を得ている。

#### 流動性プレミアム
国債の金利が低いのは安全資産には単なる利益を得るための手段としての価値のみがあるのではなく、担保としての価値もあるからだという考え方がある。この考え方に着目してRavi BansalとWilbur John Coleman IIは一部の資産に交換を促進する働きがあると仮定したモデルを構築した上で一般化モーメント法(GMM)による推定を行い、妥当なリスク回避度の下で低い安全資産の金利と高い株式のリスクプレミアムが説明できることを実証している。

#### 課税や取引制度
Ellen R. McGrattanとエドワード・プレスコットは課税や取引の制度の変化によってエクイティプレミアムパズルを説明しようと試みている。彼らの実証分析によれば、米国市場において課税や制度変更を加味した場合にエクイティプレミアムパズルそのものがなくなるという結果を得ている。